# Fülleimer
Der Fülleimer war ein Volumenmaß in den Salzwerken von Halle (Saale). Es war ein Maß im preußischen Sachsen. Das Maß diente dem Messen der Sole.
- 1 Fülleimer = 12 Maß (hallisches)
- 1 Pfanne = 4,5 Fülleimer
- 1 Zober/Zuber = 8 Fülleimer = 480 Quart
- 5 Zober = 1 Pfanne
- 60 Zober = 1 Quart
- 240 Zober = 1 Stuhl